# Alexander Anatoljewitsch Ponomarenko

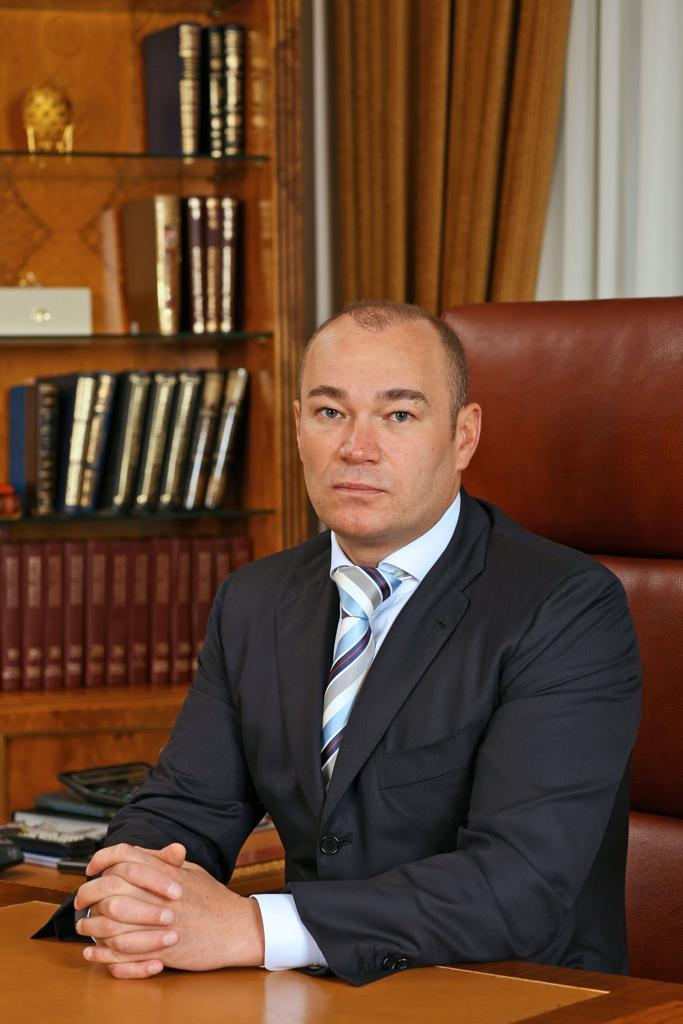
Alexander Anatoljewitsch Ponomarenko, 2019

Alexander Anatoljewitsch Ponomarenko (russisch Алекса́ндр Анато́льевич Пономаре́нко; * 27. Oktober 1964 in Bilohirsk, Ukrainische SSR, Sowjetunion) ist ein russisch-zyprischer Milliardär und Geschäftsmann, der sein Vermögen in den Bereichen Banken, Seehäfen, Gewerbeimmobilien und Flughafenbau gemacht hat.

## Werdegang
Alexander Ponomarenko erwarb einen Bachelor-Abschluss an der Staatlichen Universität von Simferopol, gefolgt von einem Master-Abschluss an der Russischen Staatlichen Akademie für Management. 1997 schloss er sein Doktorat in Physik ab. Von 1983 bis 1985 diente Ponomarenko in den Luftlandedivisionen der sowjetischen Streitkräfte. Ende der 1980er Jahre war er ukrainischer Juniorenmeister im Boxen.
1988 lernte Ponomarenko Alexander Skorobogatko kennen, mit dem er einen Großteil seiner Karriere zusammenarbeitete. In den späten 1980er Jahren gründete Ponomarenko zusammen mit Skorobogatko ein Unternehmen auf der Krim, das sich auf Parfümerieprodukte und Baumaterialien spezialisierte. Später zogen die beiden Geschäftspartner nach Moskau und gründeten 1996 die Russian General Bank, die im Jahr 2006 für 477 Mio. US-Dollar an die ungarische OTP Bank verkauft worden sein soll.
Nach der Finanzkrise im Jahr 1998 begannen die Partner, Anteile an Frachtunternehmen aufzukaufen, die sich schließlich zum Noworossijski morskoi torgowy port zusammenschlossen, der zum größten Seehafen Russlands wurde. Im Jahr 2004 wurde Ponomarenko zum Vorsitzenden des Seehafens ernannt. Im Jahr 2007 erfolgte der Börsengang, bei dem 19,3 % des gesamten Eigenkapitals für 955 Millionen US-Dollar an der Londoner Börse notiert wurden. Anfang 2011 wurde die Mehrheitsbeteiligung für 2,5 Mrd. US-Dollar an Summa Capital und Transneft verkauft.
Mit dem Erlös wurde insbesondere in den Bau und Betrieb von Einkaufs- und Unterhaltungskomplexen investiert. Zudem erfolgten 2013 Investitionen in die Entwicklung der Infrastruktur des Flughafens Moskau-Scheremetjewo gemeinsam mit Arkadi Rotenberg.
Ponomarenko trat 2015 in den Verwaltungsrat von JSC Sheremetyevo International Airport ein und wurde 2016 zu dessen Vorsitzenden gewählt.
Im Jahr 2016 sicherte sich seine Beteiligungsgesellschaft TPS Avia einen Anteil von 68 % am Flughafen Moskau-Scheremetjewo und verpflichtete sich, 840 Mio. US-Dollar in die Modernisierung und den Ausbau der Infrastruktur des Flughafens zu investieren.
Im September 2021 wurde Alexander Ponomarenko zum dritten Mal in Folge in die Liste der Top-Unternehmer in Russland des Kommersant aufgenommen. Er ist einer von 47 Wirtschaftsführern auf einer Liste der 1.000 besten Manager des Landes, die von einem Komitee des Russischen Managerverbandes ausgewählt wurde.

## Vermögen
Forbes schätzte sein Nettovermögen im Januar 2022 auf 3,6 Mrd. US-Dollar.

## Privates
Ponomarenko ist verheiratet, hat drei Kinder und lebt in Moskau. Neben der russischen besitzt er auch die Staatsbürgerschaft der Republik Zypern.